# Melanie Kok
Pour les articles homonymes, voir Kok.
Melanie Kok (née le 4 novembre 1983 à Thunder Bay (Canada)) est une rameuse canadienne.
Elle a obtenu la médaille de bronze olympique en 2008 à Pékin en deux en couple poids léger.